# Tucacas (Venezuela)
Tucacas est une ville de l'État de Falcón au Venezuela, capitale de la paroisse civile de Tucacas et chef-lieu de la municipalité de José Laurencio Silva. La ville constitue un petit port niché dans une baie abritée de la côté nord. La ville joua un rôle majeur dans l'histoire du pays, à la fin du XVIIe siècle et dans l'Histoire de la culture du cacao. C'est l'un des lieux historiques du cacao criollo, qui précéda d'une cinquantaine d'années celui d'Ocumare de la Costa à une trentaine de kilomètres de Caracas, à mi-chemin sur la route de Tucacas. Tucacas est l'un des principaux accès au Parc National Morrocoy.

## Histoire
En 1499, Alonso de Ojeda pour son propre compte, accompagné du cosmographe Juan de la Cosa et d'Amerigo Vespucci à bord de trois vaisseaux reconnait le nord du Venezuela près Tucacas.

### Culture du cacao depuis 1626
La culture du cacaoyer, sous forme de l'espèce la plus réputée et la plus fragile, le Cacao Criollo était ancienne au Venezuela sous l'empire espagnol, même si elle trouva des débouchés commerciaux surtout grâce à Tucacas.
Les navigateurs hollandais, dont certains avaient battu pavillon espagnol avant la création des Pays-Bas pouvaient remonter la rivière Yaracuy, qui a donné son nom à l'actuel État de Yaracuy, pour pénétrer dans l'intérieur des terres. Les habitants ont cultivé surtout le long de la rivière pour faciliter la vente de leur production vers les navires espagnols. Une enquête de 1700, montre que le cacao est cultivé dans la région depuis plus de 60 ans et dès 1626, le maire de Caracas se plait que les habitants soient passés de la culture du maïs à celle du cacao, pour des marchands mexicains ou hollandais, qui se sont installés juste en face, à la même époque, à Curaçao.

### Arrivée des marchands hollandais
Les Hollandais avaient réussi dans les années 1680 à importer des quantités suffisantes de cacao pour en faire baisser le prix significativement. En 1683, dans le port d'Amsterdam, le prix tombe à 0,38 florin la livre. Les réexportations se font vers Londres ou d'autres ports. Des grands marchands vont parfois s'approvisionner directement. Dès 1688, le trésor anglais autorisa un certain Pieter Henriques, de Londres, à importer un quota de 200 tonnes de cacao du Venezuela.
En 1693, lorsque la Guerre de la Ligue d'Augsbourg rapproche de façon inattendue la Hollande et l'Espagne, les autorités locales du Venezuela en profitent pour tenter une ouverture sur le plan économique : ils tolèrent le fait que des juifs hollandais voyagent italiens Granas originaires de la ville toscane de Livourne, appelée Leghorn en hébreu, nom également donné à une ville de à Curaçao vers Tucacas pour s'installer et effectuer des achats importants de cacao aux Indiens vivant dans l'intérieur des terres. C'est d'elle que partent les fondateurs de Tucacas en 1693, avec probablement Benjamin da Costa d'Andrade, personnage central de l'histoire de la culture du cacao. Beaucoup d'entre eux parlaient l'espagnol, car ils venaient de Pomeroon-Supenaam, une colonie que les Anglais avaient détruite en 1666, l'année où ils cèdent le Suriname aux Néerlandais en échange de la colonie de New York.

### Forteresse, synagogue et vente de textiles
Les juifs hollandais se savent en terre espagnole. Ils bâtissent une forteresse, à l'abri de laquelle est érigée une synagogue, qui comprenait dix-sept maisons. Des convois de mule amènent le cacao, des vallées de Barquisimeto, Barinas, Turiamo, Coro, parfois de loin, comme celui venant de Nouvelle Grenade (actuel Colombie), à Santa Fe (qui deviendra Bogota), ou d'Équateur à Quito. les juifs offrent en échange des textiles importés des Pays-Bas, des toiles de lin d'Allemagne, du vin de Madère et de Bordeaux, de la cannelle et du poivre des Indes Orientales. Le cacao arrivant à Tucacas puis Amsterdam sera revendu, dans des proportions croissantes après 1700, auprès des anglais, dont des pharmaciens, comme.
L'armée espagnole tenta d'attaquer Tucacas, mais se heurte à la protection de navires hollandais et de la population locale. La colonie hollandaise était sous le commandement de Jurriaan Exteen, alias Jorge Christian, Marquis de Tucacas, qui édifia un palais somptueux, par ailleurs président de la congrégation appelée "Santa Irmandad", et de Samuel Hebreo, alias Samuel Gradis Gabai, le Señor de las Tucacas.
En 1711, selon Juan Jacobo Montero de Espinos, maire de Coro, qui lancera une attaque d'un de ces convois de mules, près de 12 000 bales de cacao sont acheminées Tucacas. En 1711, sur un semestre, près de 70 navires apportent du cacao à Curaçao, dont 80 % vient de Tucacas. La proportion n'est plus que de 55 % en 1713.

### Espagnols et Hollandais
Les Espagnols décident de collaborer avec les Hollandais, pour conserver les précieuses importations. Puis ils durcissent leur politique. En 1717, la province du Venezuela devient une composante de la Nouvelle Grenade, qui inclut aussi la actuel Colombie et l'Équateur. Le vice-roi Jorge de Villalonga, en raison des pressions de l'église catholique, décide d'éliminer Tucacas. Pedro Jose de Olivarriaga est nommé commissionnaire contre la "contrebande". À la tête d'une armée de 40 navires, il s'empare de la ville en 1720. La synagogue est détruite, les juifs détruisent leurs propres maisons et fuient à Curaçao sur 30 à 40 navires.
Cependant, le manque de textiles européens se fit sentir. Les populations plantant du cacao se plaignirent et demandèrent à conserver des contacts commerciaux avec les Hollandais. Les relations commerciales se poursuivent. En 1720, les Espagnols évaluent à 1,3 million de livres (environ 500 tonnes) le cacao de Tucacas qui remonte vers la Hollande, soit 57 % du total du cacao importé par le pays. Cette année-là, les Espagnols estiment que la moitié des planteurs de la région de Caracas détiennent des plantations de moins de 2000 arbres, ce qui rend difficile pour eux d'investir dans des dépenses de transport ou de commercialisation.
En 1722, les juifs hollandais sont tolérés mais ne viennent plus à Tucacas que pour les foires commerciales, en janvier et juin, participant à cette occasion à la collecte dans les vallées cacaoyères, où ils dorment dans les fermes des paysans, selon un rapport du gouverneur espagnol Portales.
En 1728, le roi d’Espagne Philippe V créa la Compagnie Royale Guipuscoane, à qui il donne le monopole des importations, des exportations, du développement, de l'exploitation des matières premières à la province correspondant au Venezuela. L’objectif était de mettre fin au trafic de cacao organisé par les marchands de hollandais au départ de Curaçao, via le port de Tucacas.
Dans les années 1730, les négociants juifs hollandais vont même soutenir la révolte d'un ancien esclave ayant appartenu jusqu'en 1730 à un planteur portugais, le métis Andresote, qui réunit des petits paysans blancs, des amérindiens et des noirs, dans la vallée de la rivière Yaracuy pour organiser une contrebande avec les navires hollandais. Le 26 janvier, à la tête des contrebandiers, il défait un corps expéditionnaire de 250 soldats espagnols menés par Sebastian Garcia de la Torre qui avait reçu le soutien des basques de la Compagnie Royale Guipuscoane. L'armée espagnole revint en janvier 1733 avec cette fois près de 1 500 hommes, et les insurgés durent se réfugier dans les collines. Andresote réussit à prendre la fuite en direction de Curaçao ; plusieurs de ses compagnons noirs, furent exécutés mais les planteurs blancs qui les avaient soutenus ne furent pas inquiétés[réf. nécessaire].